# Dave Farrell
Dave Farrell, bolje znan kot Phoenix, ameriški basist, * 8. februar 1977, Plymouth, Massachusetts, ZDA. 
Farrell je trenutno basist v skupini Linkin Park. 
Pri 5-ih let se je preselil v Mission Viejo, Kalifornija. Bil je član skupine Christian ska, znana kot Tasty Snax. Ko je študiral je vadil z Brad Delsonom, v študijski sobi, ker pa je moral igrati na turneji Tasty Snax ni mogel igrati v Bradovi skupini, ki naj bi kasneje postala Linkin Park. Ko so si Tasty Snax spremenili ime v Snax je Farrel igral bas kitaro preden je zapustil skupino in se dokončno odločil da bo igral bas za skupino Linkin Park. Davidov so-član, Mark Fiore je postal Linkin Park-ov videograf. Da bi imel njegov vzdevek (Phoenix) še večji pomen ima na hrbtu dve tetovaži feniksa. 